# Агрегатная система средств вычислительной техники
Агрегатная система средств вычислительной техники (АСВТ) предназначалась для построения управляющих вычислительных комплексов для автоматизации производства. Принципы построения были разработаны в 1960-х годах в ИНЭУМ (Е. Н. Филинов) и НИИУВМ (В. В. Резанов). ЭВМ ряда АСВТ разрабатывались в 1970—1974 годах.

## АСВТ-Д
- М-1000 (ТНИИСА)
- М-2000, М-3000 (НИИУВМ)

## АСВТ-М

### Верхний уровень
Верхний уровень:
- М-2000
- М-3000
- М-4000/М-4030. Разработка — ИНЭУМ. Машина М-4030 была совместима по архитектуре с IBM System/360. На ней работали как операционные системы самой IBM, так и ДОС ЕС, ОС ЕС, а также специально перенесённая на неё с клонов IBM System/360  производства Siemens СуперДОС.

### Средний уровень
Средний уровень (мини-ЭВМ):
- М-400 — Разработка — ИНЭУМ. Программная совместимость с DEC PDP-11/40. Машина М-400 получила дальнейшее развитие в серии СМ ЭВМ как СМ-3.
- М-5000
- М-6000 и М-7000 — разработка НПО «Импульс» (г. Северодонецк). Главный конструктор комплекса М-6000 — В. В. Резанов.

### Нижний уровень
Нижний уровень (система сбора данных): М-40 — разработка ИНЭУМ.

## АСВТ-СМ
- СМ-1, СМ-2

## Дальнейшее развитие
В 1975 году произошел переход от АСВТ-М к международной программе по разработке СМ ЭВМ.